# ديفيد بيلي
ديفيد بيلي (بالإنجليزية: David Bailey)‏ هو كاتب وممثل أمريكي، ولد في 27 أكتوبر 1933 بنيوآرك في الولايات المتحدة، وتوفي في 25 نوفمبر 2004 بلوس أنجلوس في الولايات المتحدة بسبب غرق.

## أعمال

### مسلسلات
- عالم آخر

## وصلات خارجية
- ديفيد بيلي على موقع IMDb (الإنجليزية)
- ديفيد بيلي على موقع أول موفي (الإنجليزية)
- ديفيد بيلي على موقع قاعدة بيانات الأفلام السويدية (السويدية)
- ديفيد بيلي على موقع قاعدة بيانات الفيلم (الإنجليزية)